# مارسيا موراليس هوارد
مارسيا موراليس هوارد (بالإنجليزية: Marcia Morales Howard)‏ هي قاضية ومحامية أمريكية، ولدت في 16 يوليو 1965 في جاكسونفيل في الولايات المتحدة.